# Camponotus dalmaticus
Camponotus dalmaticus (лат.) — вид муравьёв рода кампонотус (Camponotus) (подрод Myrmentoma) из подсемейства формицины (Formicinae).

## Распространение
Южная и Юго-Восточная Европа (от Италии до Румынии), Ближний Восток: Израиль, Ливан, Сирия.

## Описание
Отличаются от близких видов (Camponotus abrahami, Camponotus figaro, Camponotus piceus) двухцветной окраской: тело коричневое (грудь, усики и ноги) и чёрное (голова и брюшко). Рабочие муравьи имеют длину 4,3—6,1 мм, длина головы = 1,04—1,70 мм, ширина головы = 0,87—1,52 мм. Вид был впервые описан в 1848 году под первоначальным названием Formica dalmatica по материалам из Югославии.

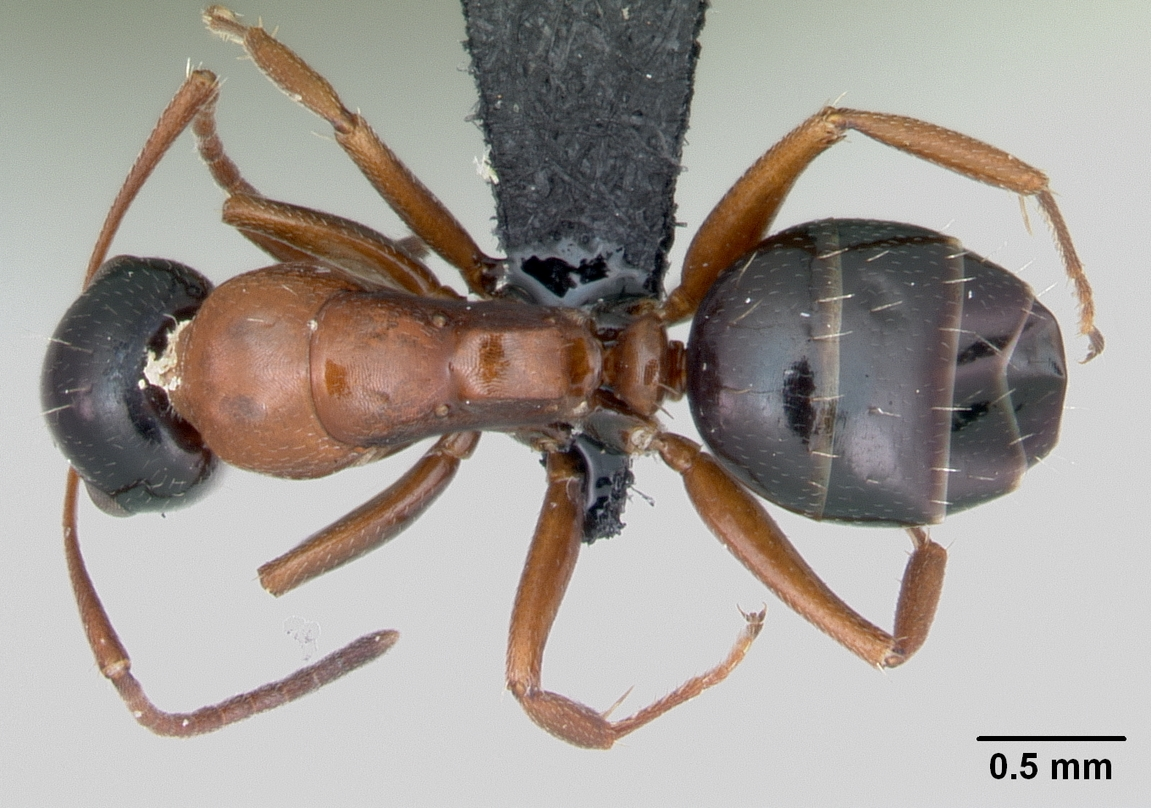
Вид сверху
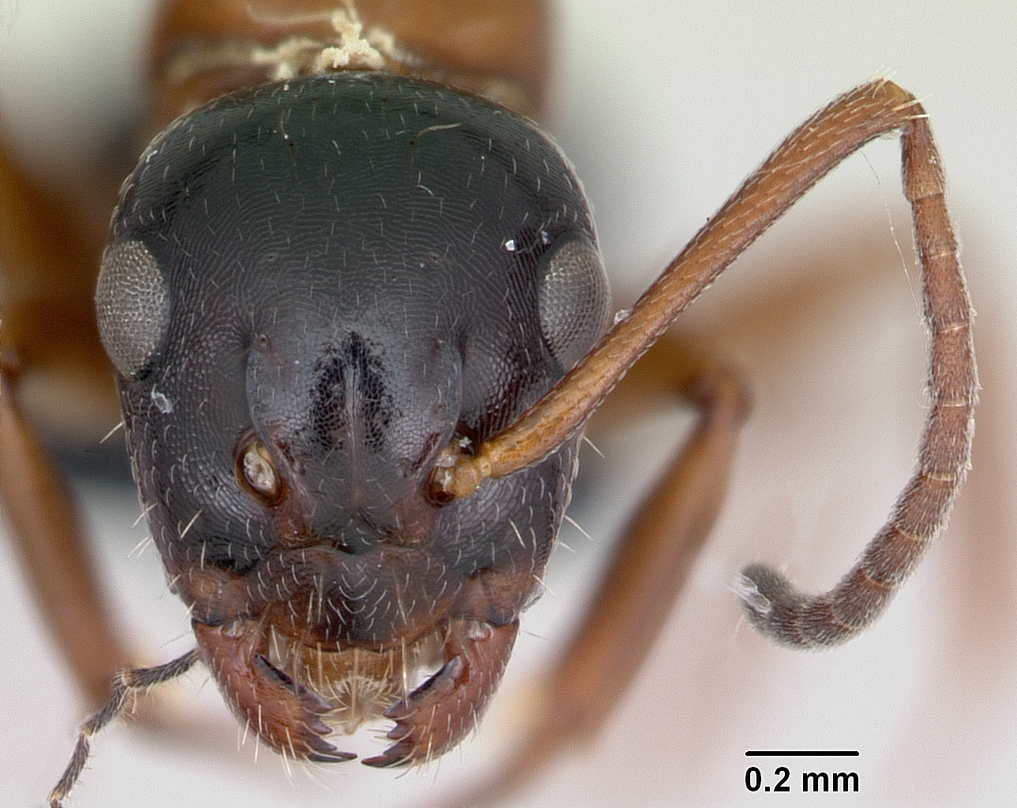
Голова